# 함형수
함형수(咸亨洙, 1914년~1946년)는 한국의 시인이다. 시 〈해바라기의 비명(碑銘)〉이 유명하다.
함북 경성에서 태어났다. 1935년 〈마음의 단편〉을 동아일보에 처음 발표한 이래 다수의 시를 발표했다. 1936년 서정주, 김동리, 오장환 등과 동인지 《시인부락》을 창간하였다. 1939년 동아일보 신춘문예에 〈마음〉이 당선되기도 했으나 광복 직후 정신착란증에 시달리다 북한에서 사망하였다.